# 大覚寺 (札幌市)
大覚寺（だいかくじ）は北海道札幌市東区北10条東11丁目2-10にある曹洞宗の寺院。
1920年（大正9年）に建てられた山門は北海道内で最大といわれ、「元村街道と大覚寺の山門」としてさっぽろ・ふるさと文化百選No.089に選定されている。ただし元村街道の後身である北海道道273号花畔札幌線は寺の北側を通っているのに対し、山門は東を向いており、方角が一致していない。寺の関係者によると、かつては山門の側を伏籠川が流れていたとのことであり、21世紀現在に比べて伏籠川の流路が複雑に蛇行していたことをうかがわせる。昭和30年代の航空写真を見る限りでは、参拝者は伏籠川に架けられた橋を渡って山門をくぐっていたようである。
境内のイチョウ、シダレヤナギ、ヤチダモら6本の樹木が、札幌市によって保存樹に指定されている。

## ギャラリー

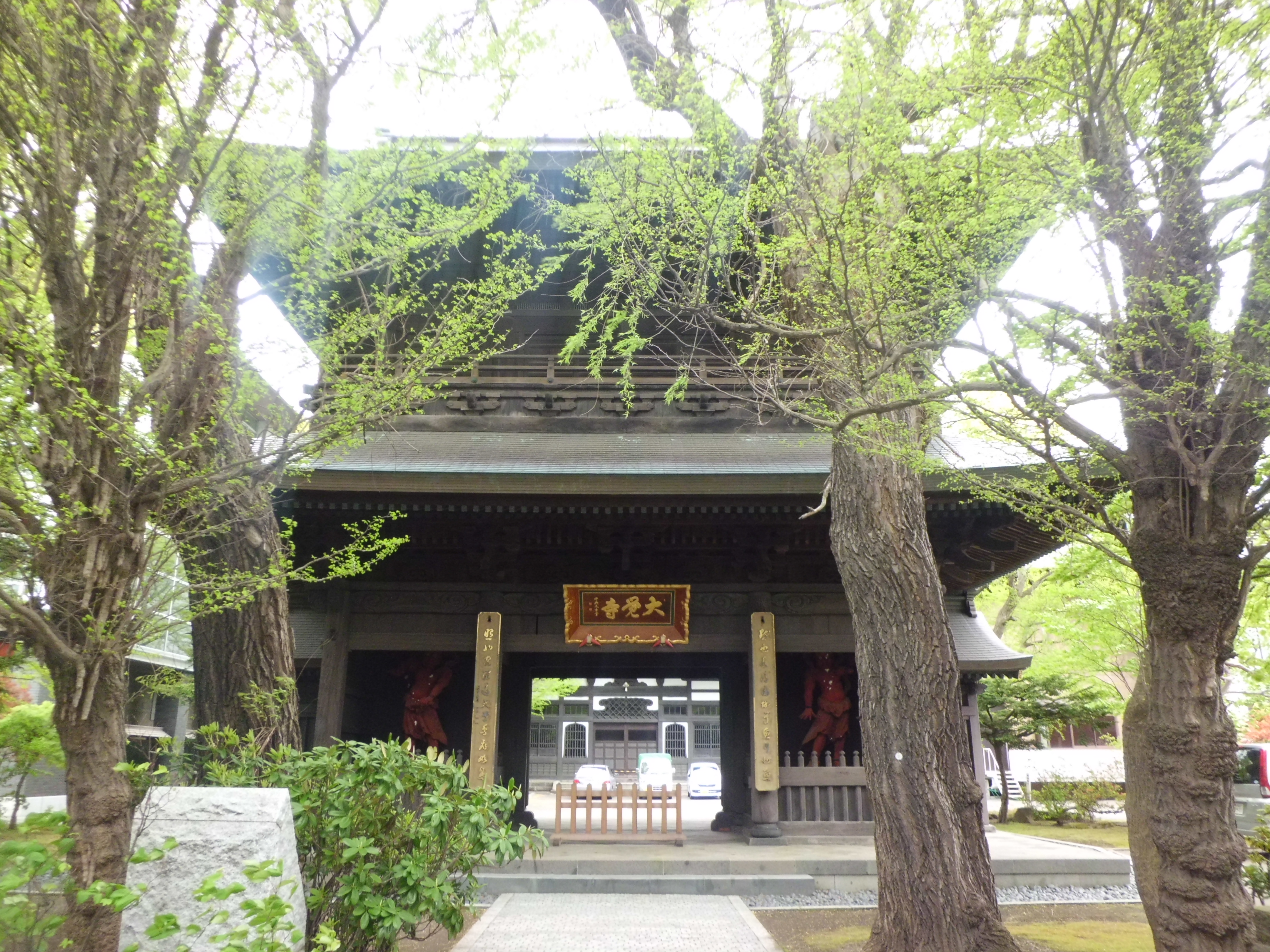
山門
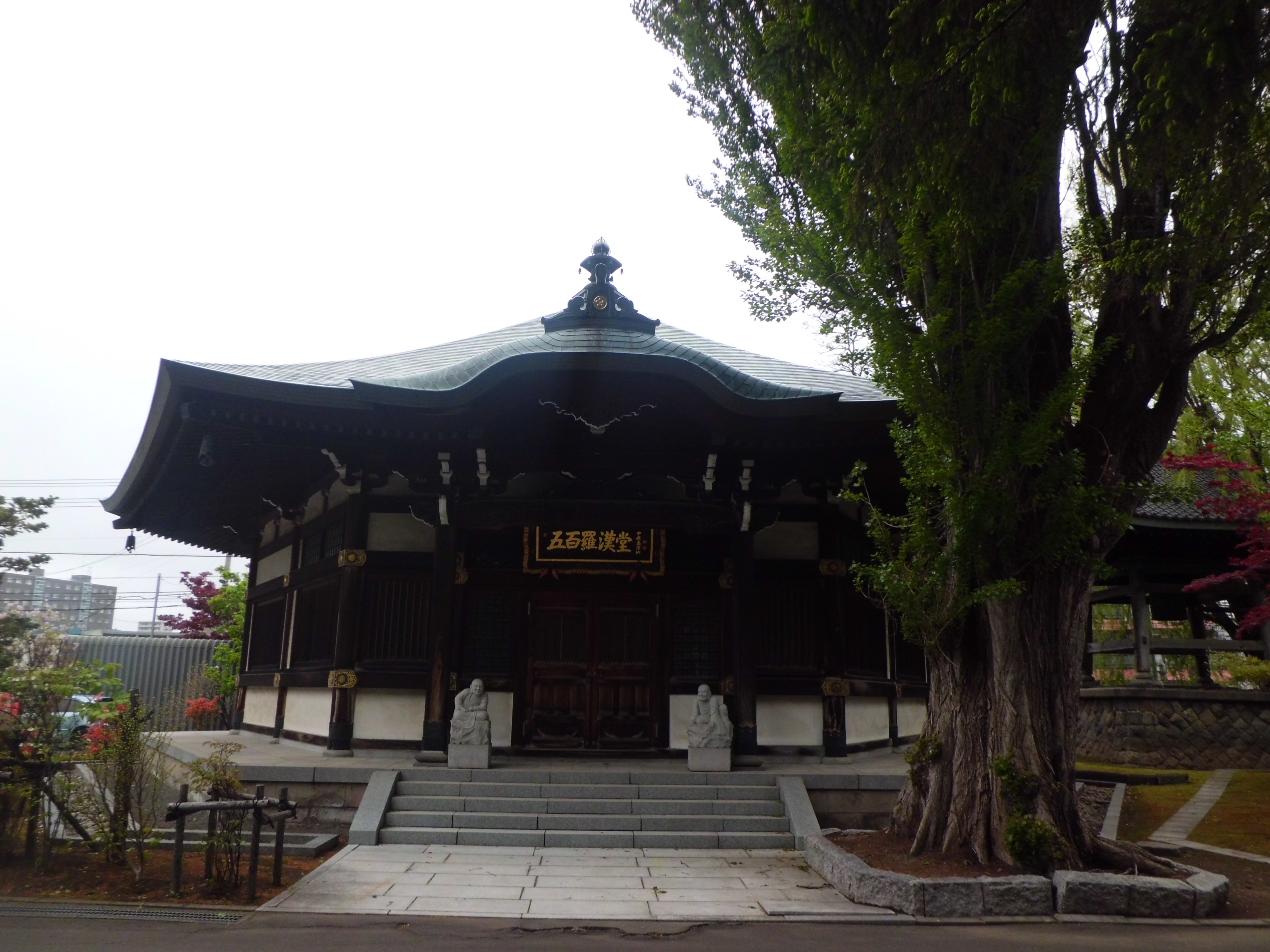
五百羅漢堂
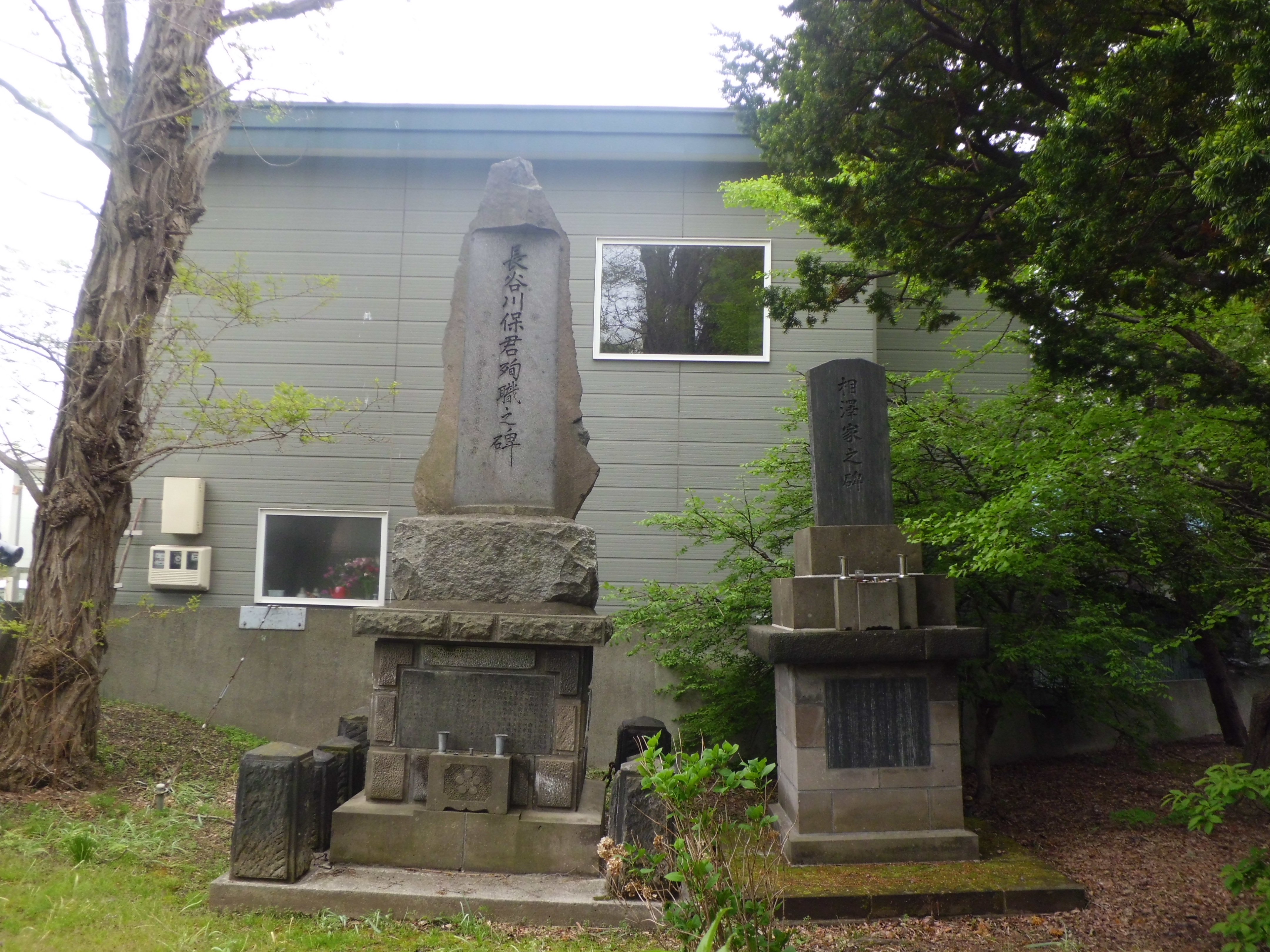
長谷川保君殉職之碑